# ميخائيل فلويد
ميخائيل فلويد (بالإنجليزية: Michael Floyd)‏ هو لاعب كرة قدم أمريكية أمريكي، ولد في 27 نوفمبر 1989 في سانت بول في الولايات المتحدة.

## وصلات خارجية
- ميخائيل فلويد على موقع إي إس بي إن.كوم (أن.أف.أل)3
- ميخائيل فلويد على موقع مرجع كرة القدم المحترفة.كوم (الإنجليزية)